# Фонтанигорда
Фонтаниго̀рда (на италиански: Fontanigorda; на лигурски: Fontanegorda, Фонтанегорда) е село и община в Северна Италия, провинция Генуа, регион Лигурия. Разположено е на 819 m надморска височина. Населението на общината е 272 души (към 2011 г.).